# Sterling-Lindner Co.
Sterling Lindner Davis (SLD) was een groot warenhuis in het theaterdistrict van het centrum van Cleveland dat actief was van 1845 (met de oprichting van Sterling & Welch) tot 1968. 
De retailer stond vooral bekend om het tentoonstellen van de grootste versierde kerstboom in de staat Ohio; deze traditie begon in 1927. Op hun hoogtepunt waren de warenhuizen van Cleveland (May, Higbee's, Bailey's, Taylor 's, Halle en SLD, ofwel de grote zes ) een van de grootste winkelgebieden in de Verenigde Staten. Vóór de explosieve groei van de woningbouwhausse in de voorsteden van Cleveland na de Tweede Wereldoorlog, stroomden mensen massaal naar de Euclid Avenue in het stadscentrum, gekleed in hun mooiste zondagse kleren, om te winkelen in deze enorme winkels die alles verkochten, van kleding en sieraden tot meubels en huishoudelijke artikelen. Hoewel het idee van de grootste boom in Cleveland wordt toegeschreven aan Higbee's in A Christmas Story uit 1983, was de traditie in werkelijkheid die van Sterling Lindner Davis en niet van Higbee's. De twee waren namelijk (samen met May en Halle) grote rivalen en probeerden elkaar voortdurend te overtreffen met steeds meer extravagante koopwaar en gedurfde stijlen.
Sterling Lindner Davis was een conglomeraat van drie voorheen afzonderlijke bedrijven: Sterling & Welch, Lindner Co. en W.B. DavisCo. Lindner & Davis werd in 1947 gekocht door Allied Stores, dat vervolgens Sterling & Welch opkocht, en de winkel daarna in 1951 hernoemde in Sterling Lindner Davis. De winkel werd in 1968 zonder aankondiging gesloten (door de opkomst van winkelcentra en outlets). Tegen het einde van de jaren negentig was geen van de 'grote zes' warenhuizen in Cleveland meer in bedrijf. 